# Blenina pannosa
Blenina pannosa är en fjärilsart som beskrevs av Moore 1882. Blenina pannosa ingår i släktet Blenina och familjen trågspinnare. Inga underarter finns listade i Catalogue of Life.